# Monte Cucco di Plava
Il Monte Cucco di Plava o semplicemente Monte Cucco (in sloveno Kuk) è un monte sloveno di 612 metri, situato a nord-est di Gorizia, alle propaggini meridionali dell'altopiano della Bainsizza (Banjška planota). Forma con le vicine vette del Monte Santo di Gorizia  e del Vodice una dorsale montuosa che, con andamento sud-est nord-ovest, segue il corso dell'Isonzo. 
Durante la prima guerra mondiale fu duramente conteso tra le truppe italiane e quelle austroungariche.